# Airbag / How Am I Driving?
Airbag / How Am I Driving? — п'ятий мініальбом англійського рок-гурту Radiohead, випущений у квітні 1998 року в Північній Америці. На ньому зібрано більшість бі-сайдів з синглів, випущених з третього альбому Radiohead OK Computer (1997), а також пісню з OK Computer «Airbag».

## Зміст
Airbag/How Am I Driving? містить більшість бі-сайдів OK Computer, за винятком «Lull» (з синглу «Karma Police») та «How I Made My Millions» (з синглу «No Surprises»). «Meeting in the Aisle» був першим інструментальним треком Radiohead, він був програмований Генрі Біннсом та Семом Гардейкером із Zero 7.
Фізичні копії мініальбому містять анкету, а також два оповідання під назвами «Chip Shop» та «New Job» (імовірно, написані Стенлі Донвудом, який створив обкладинку для OK Computer). Анкета складається зі, здавалося б, випадкових речень.
Семпл, що звучить на початку треку «A Reminder», — це запис з автоматизованої системи оголошень Празького метрополітену: "Закінчуйте заходити і виходити, двері зачиняються. Наступна станція — Їржиго з Подєбрад. Рання версія «Palo Alto» мала назву «OK Computer».

## Реліз та відгуки
Airbag / How Am I Driving? дебютував на 56 місці в Billboard 200, розійшовшись тиражем 20 000 копій за перший тиждень. Попри те, що мініальбом триває лише 25 хвилин, він був номінований на премію Ґреммі 1999 року як «Найкраще виконання альтернативної музики», змагаючись з повноформатними альбомами інших виконавців.
Пісня «Meeting in the Aisle» вперше була виконана наживо у 2012 році під час туру The King of Limbs.

## Трек-лист
Всі пісні написані Radiohead.
| #     | Назва                        | Тривалість |
| ----- | ---------------------------- | ---------- |
| 1.    | «Airbag»                     | 4:46       |
| 2.    | «Pearly*»                    | 3:33       |
| 3.    | «Meeting in the Aisle»       | 3:09       |
| 4.    | «A Reminder»                 | 3:51       |
| 5.    | «Polyethylene (Parts 1 & 2)» | 4:22       |
| 6.    | «Melatonin»                  | 2:09       |
| 7.    | «Palo Alto»                  | 3:43       |
| 25:34 |                              |            |

## Персоналії
Radiohead
- Том Йорк
- Джонні Ґрінвуд
- Ед О'Браєн
- Колін Грінвуд
- Філ Селвей

Продюсування
- Найджел Ґодріч

Художні роботи, пакування
- Том Йорк
- Стенлі Донвуд